# Autonombre
En arithmétique, un autonombre ou nombre colombien est un entier naturel qui, dans une base donnée, ne peut pas s'écrire sous la forme d'un nombre ajouté à la somme des chiffres de ce nombre.
Exemples
15 n'est pas un autonombre, puisqu'il peut être généré par la somme de 12 et de ses chiffres : 15 = 12 + 1 + 2.
20 est un autonombre car il n'existe pas une telle somme pour 20.

## Digitaddition
La notion d'autonombre est introduite en 1949 par le mathématicien indien Dattatreya Ramachandra Kaprekar lorsqu'il s'intéresse à une transformation sur les nombres qu'il appelle une digitaddition : ajouter au nombre la somme de ses chiffres.
Par exemple S(21) = 21 + 1 + 2 = 24.
On dit que 24 est généré par 21.
La suite qui à chaque entier naturel associe le nombre de ses générateurs est la suite A230093 de l'OEIS.
La suite des entiers strictement positifs qui ont au moins un générateur est la suite  A176995 ; le plus petit entier qui a plusieurs générateurs est 101 = 100 + 1 + 0 + 0 = 91 + 9 + 1.
Kaprekar appelle autonombres les entiers de la suite complémentaire : ceux qui n'ont pas de générateur.
Le fait d'être un autonombre ou non est lié à la base dans laquelle le nombre est écrit. Par exemple, le nombre 11, écrit en base dix, est un nombre généré par 10 alors qu'écrit en base 5 (215), il est un autonombre.

## Autonombres en base dix
La suite des autonombres en base dix est 1, 3, 5, 7, 9, 20, 31, etc. (suite A003052 de l'OEIS). Les seuls inférieurs à 100 sont les entiers impairs inférieurs à 10 et les entiers congrus à 9 modulo 11.
La sous-suite des autonombres premiers est 3, 5, 7, 31, 53, 97, 211, etc. (suite  A006378).

## Autonombres en base 2
La relation de récurrence suivante permet de construire une infinité d'autonombres en base 2 (mais pas tous).
Partant du nombre 1, ajouter le chiffre 1 à gauche dans l'écriture du nombre puis ajouter 1 au nombre obtenu. On obtient successivement 1, 11 + 1 = 110, 1110 + 1 = 1111, 11111 + 1 = 100000.
Les neuf premiers autonombres en base 2 sont 1, 100, 110, 1101, 1111, 10010, 10101, 10111 et 11110.
En 1982, Umberto Zannier (de) prouve que la densité asymptotique des autonombres en base 2 existe et est strictement positive puis, avec G. Troi, qu'elle est égale à
{\displaystyle {\frac {1}{8}}\left(\sum _{n\in S}{\frac {1}{2^{n}}}\right)^{2}\approx 0{,}25266026}
où S est l'ensemble des nombres pouvant s'écrire comme somme de termes distincts de la forme 2k + 1 avec k entier naturel.
Ils en déduisent que cette densité est un nombre irrationnel et même — en utilisant le théorème du sous-espace de Wolfgang Schmidt — transcendant.

## Autonombres en base quelconque

### Suite récurrente
En toute base b > 2, la suite définie par récurrence ci-dessous produit une infinité d'autonombres en base b (mais pas tous) :
{\displaystyle C_{1}={\begin{cases}b-1&{\text{si }}b{\text{ pair}}\\b-2&{\text{si }}b{\text{ impair}}\end{cases}}\quad {\text{et }}C_{k}=(b-2)b^{k-1}+C_{k-1}+(b-2).}

### Autonombres en base impaire
En 1973, Joshi prouve que n est un autonombre en base b impaire si et seulement si n est impair. Il est facile de montrer que si n est impair alors n est un autonombre mais la réciproque est plus délicate.

### Autonombres en base paire
En 1991, Patel prouve qu'en base b paire supérieure ou égale à 4, les entiers 2b, 4b + 2 et (b + 1)2 sont toujours des autonombres.